# くしなあゆ
くしな あゆ（2000年11月5日 - ）は、日本の女性アイドル。女性アイドルグループ・透色ドロップ、mai maiの元メンバー。かつては、兼崎 杏優（かねさき あゆ）名義で子役から女優、タレントとして活動していた。神奈川県出身。

## 略歴
2歳から中学3年生までジョビィキッズに所属、子役として活動していた。
歌とダンスが好きでアイドルをやりたい気持ちがあったが踏み出せなかったところ、友達が「これがいい」と透色ドロップのオーディションに勝手に応募。忽那 杏優（くしな あゆ）に改名し、2020年6月デビュー。
2021年4月4日、透色ドロップを卒業。同年9月25日、mai maiのメンバーとして活動することが発表された
2022年6月、mai maiがグループとしての活動を休止。以降ソロ活動を続ける。同年11月21日、グループ卒業・解散。

## 出演

### バラエティ
- Kidsビーンズ 音楽王国（BS日テレ）
- シャキーン!（2011年3月28日 - 2015年3月26日、NHKEテレ）あゆちゃん

### テレビドラマ
- 月曜ミステリー劇場 万引きGメン・二階堂雪14（2006年5月8日、TBS）佐和子 役
- クロサギ 第10話（2006年、TBS）
- どんど晴れ（2007年、NHK総合）岩本咲 役
- 逃亡者 おりんスペシャル 烈火の巻（2008年、テレビ東京）すみれ 役
- ケータイ捜査官7 第28話[注 1]（2008年、テレビ東京）ユウリ 役
- 水戸黄門第40部 第6話（2009年、TBS）たま 役

### 映画
- 東京大学物語（2006年）水野遥（幼少期） 役
- 口裂け女（2007年）大野愛 役
- 眉山（2007年）河野咲子（幼少期） 役

### 劇場アニメ
- 虹色ほたる 〜永遠の夏休み〜（2012年）ハルエ 役（声優）

### CM
- バンダイ、メガブロック わいわい&わんぱくブロックバケツ
- 住友林業、家族のいる風景篇
- ミツカン、おむすび山 赤飯風味（2009年）
- たかの友梨、ジェンカ編（2012年）

## ライブ・イベント
- 吉田豪×南波一海の"このアイドルのアコースティックが見たい"《配信版》（2020年12月17日、LOFT HEAVEN）